# هیدون، کمبریج‌شر
هیدون (به انگلیسی: Heydon) یک روستا و محله مدنی در بریتانیا است که در کمبریج‌شر جنوبی واقع شده‌است. هیدون ۲۴۳ نفر جمعیت دارد.